# Rajd Tysiąca Jezior 1962

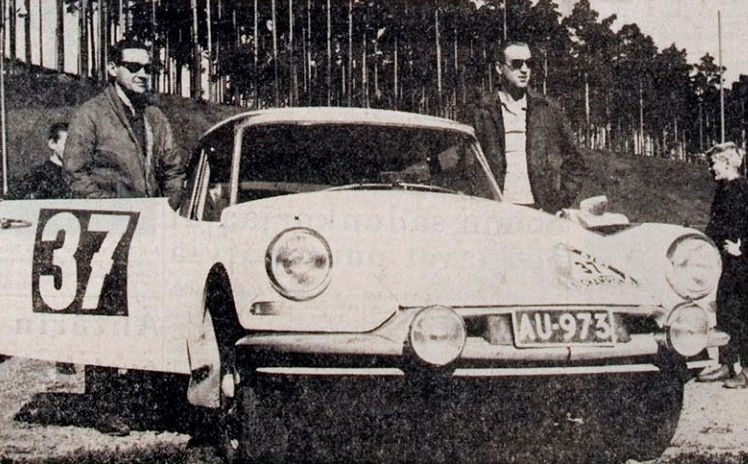
Zwycięzca rajdu Fin Pauli Toivonen

Rajd 1000 Jezior 1962 (12. Jyväskylän Suurajot - Rally of the 1000 Lakes) – 12. edycja rajdu samochodowego Rajdu 1000 Jezior rozgrywanego w Finlandii. Rozgrywany był od 17 do 19 sierpnia 1962 roku. Była to siódma runda Rajdowych Mistrzostw Europy w roku 1962.

## Klasyfikacja rajdu
| Miejsce                      | Kierowca                     | Pilot                        | Samochód                     | Czas                         | Strata                       |                              |
| Klasyfikacja generalna i ERC | Klasyfikacja generalna i ERC | Klasyfikacja generalna i ERC | Klasyfikacja generalna i ERC | Klasyfikacja generalna i ERC | Klasyfikacja generalna i ERC | Klasyfikacja generalna i ERC |
| ---------------------------- | ---------------------------- | ---------------------------- | ---------------------------- | ---------------------------- | ---------------------------- | ---------------------------- |
| 1.                           | Pauli Toivonen               | Jaakko Kallio                | Citroën DS 19                | 26:58.6                      | 0.0                          |                              |
| 2.                           | Esko Keinänen                | Rainer Eklund                | Škoda Octavia TS             | 28:33.6                      | +1:35.0                      |                              |
| 3.                           | Erik Carlsson                | Gunnar Häggbom               | Saab 96                      | 29:02.0                      | +2:03.4                      |                              |
| 4.                           | Simo Lampinen                | Jyrki Ahava                  | Saab 96                      | 31:16.8                      | +4:18.2                      |                              |
| 5.                           | Bertil Söderström            | Rune Ohlsson                 | Volkswagen 1500              | 31:30.3                      | +4:31.7                      |                              |
| 6.                           | Bengt Söderström             | Bo Ohlsson                   | Morris Cooper                | 34:46.5                      | +7:47.9                      |                              |
| 7.                           | Rune Larsson                 | Börje Nilsson                | Volkswagen 1500 S            | 34:52.2                      | +7:53.6                      |                              |
| 8.                           | Nils-Olof Eklundh            | Mauri Laakso                 | Škoda Octavia TS             | 36:34.8                      | +9:36.2                      |                              |
| 9.                           | John Unnerud                 | Einar Mortensen              | Citroën ID 19                | 36:42.8                      | +9:44.2                      |                              |
| 10.                          | Harry Bengtsson              | Rolf Dahlgren                | Porsche 356                  | 36:50.3                      | +9:51.7                      |                              |